# 360° Geo
360° Geo ou 360° - Géo est une émission de télévision franco-allemande de découverte diffusée depuis le 4 janvier 1999 sur Arte. Elle est produite en collaboration avec le magazine Geo. 
L'émission fait le tour du monde, et part à la découverte des lieux insolites et à la rencontre de ses habitants.

## Historique
L'émission était au départ diffusée quotidiennement du lundi au vendredi à 20 h 15 et durait 26 minutes.
À partir de janvier 2004, l'émission devient hebdomadaire, diffusée le samedi et adopte le format de 52 minutes avec Sandrine Mörch, qui assurera la présentation pendant près de quatre ans, avant d'être remplacée par une voix off.  
Depuis 2007, une version junior de 13 minutes intitulée Geolino Reportage est diffusée sur la même chaîne dans Arte Junior. 

## Reportages
Liste non exhaustive (saisons 1 à 5 quasiment vides). Les titres sont aussi fidèles que possible (un tiret cadratin — équivaut à un tiret simple ou à un retour à la ligne).
Pour mieux repérer les régions du monde concernées, des symboles de couleur (⚫️ Afrique, 🔴 Amérique, 🟡 Asie, ⚪️ Europe, 🔵 Océanie et Pôles) sont ajoutés après vérification (visionnage). Pour plus d'informations sur ce système, voir l'onglet discussion.

### Saisons 1 à 10 (1999-2008)
| N° |    | Titre français                              |
| -- | -- | ------------------------------------------- |
| 1  |    | Beyrouth : Un Projet Pharaonique            |
| 2  |    | Chandigarh, le Devenir d'une Utopie         |
| 3  | 🟡 | Brasilia — Métropole de la Planche à Dessin |
| 4  |    | Titre inconnu                               |
| 5  |    | Titre inconnu                               |
| 6  |    | Titre inconnu                               |
| 7  |    | Titre inconnu                               |
| 8  |    | Titre inconnu                               |
| 9  |    | Titre inconnu                               |
| 10 |    | Titre inconnu                               |
| 11 |    | Titre inconnu                               |
| 12 |    | Titre inconnu                               |
| 13 |    | Titre inconnu                               |
| 14 |    | Titre inconnu                               |
| 15 |    | Titre inconnu                               |
| 16 |    | Titre inconnu                               |
| 17 |    | Titre inconnu                               |
| 18 |    | Titre inconnu                               |
| 19 |    | Titre inconnu                               |
| 20 |    | Titre inconnu                               |
| 21 |    | Titre inconnu                               |
| 22 |    | Titre inconnu                               |
| 23 |    | Titre inconnu                               |
| 24 |    | Titre inconnu                               |
| 25 |    | Titre inconnu                               |
| 26 |    | Titre inconnu                               |
| 27 |    | Titre inconnu                               |
| 28 |    | Titre inconnu                               |
| 29 |    | Titre inconnu                               |
| 30 |    | Titre inconnu                               |
| 31 |    | Titre inconnu                               |
| 32 |    | Titre inconnu                               |
| 33 |    | Titre inconnu                               |
| 34 |    | Titre inconnu                               |
| 35 |    | Titre inconnu                               |
| 36 |    | Titre inconnu                               |
| 37 |    | Titre inconnu                               |
| 38 |    | Titre inconnu                               |
| 39 |    | Titre inconnu                               |
| 40 |    | Titre inconnu                               |

| N° |  | Titre français |
| -- |  | -------------- |
| 1  |  | Titre inconnu  |
| 2  |  | Titre inconnu  |
| 3  |  | Titre inconnu  |
| 4  |  | Titre inconnu  |
| 5  |  | Titre inconnu  |
| 6  |  | Titre inconnu  |
| 7  |  | Titre inconnu  |
| 8  |  | Titre inconnu  |
| 9  |  | Titre inconnu  |
| 10 |  | Titre inconnu  |
| 11 |  | Titre inconnu  |
| 12 |  | Titre inconnu  |
| 13 |  | Titre inconnu  |
| 14 |  | Titre inconnu  |
| 15 |  | Titre inconnu  |
| 16 |  | Titre inconnu  |
| 17 |  | Titre inconnu  |
| 18 |  | Titre inconnu  |
| 19 |  | Titre inconnu  |
| 20 |  | Titre inconnu  |
| 21 |  | Titre inconnu  |
| 22 |  | Titre inconnu  |
| 23 |  | Titre inconnu  |
| 24 |  | Titre inconnu  |
| 25 |  | Titre inconnu  |
| 26 |  | Titre inconnu  |
| 27 |  | Titre inconnu  |
| 28 |  | Titre inconnu  |
| 29 |  | Titre inconnu  |
| 30 |  | Titre inconnu  |
| 31 |  | Titre inconnu  |
| 32 |  | Titre inconnu  |
| 33 |  | Titre inconnu  |
| 34 |  | Titre inconnu  |
| 35 |  | Titre inconnu  |
| 36 |  | Titre inconnu  |

| N° |  | Titre français |
| -- |  | -------------- |
| 1  |  | Titre inconnu  |
| 2  |  | Titre inconnu  |
| 3  |  | Titre inconnu  |
| 4  |  | Titre inconnu  |
| 5  |  | Titre inconnu  |
| 6  |  | Titre inconnu  |
| 7  |  | Titre inconnu  |
| 8  |  | Titre inconnu  |
| 9  |  | Titre inconnu  |
| 10 |  | Titre inconnu  |
| 11 |  | Titre inconnu  |
| 12 |  | Titre inconnu  |
| 13 |  | Titre inconnu  |
| 14 |  | Titre inconnu  |
| 15 |  | Titre inconnu  |
| 16 |  | Titre inconnu  |
| 17 |  | Titre inconnu  |
| 18 |  | Titre inconnu  |
| 19 |  | Titre inconnu  |
| 20 |  | Titre inconnu  |
| 21 |  | Titre inconnu  |
| 22 |  | Titre inconnu  |
| 23 |  | Titre inconnu  |
| 24 |  | Titre inconnu  |
| 25 |  | Titre inconnu  |
| 26 |  | Titre inconnu  |
| 27 |  | Titre inconnu  |
| 28 |  | Titre inconnu  |
| 29 |  | Titre inconnu  |
| 30 |  | Titre inconnu  |

| N° |  | Titre français |
| -- |  | -------------- |
| 1  |  | Titre inconnu  |
| 2  |  | Titre inconnu  |
| 3  |  | Titre inconnu  |
| 4  |  | Titre inconnu  |
| 5  |  | Titre inconnu  |
| 6  |  | Titre inconnu  |
| 7  |  | Titre inconnu  |
| 8  |  | Titre inconnu  |
| 9  |  | Titre inconnu  |
| 10 |  | Titre inconnu  |
| 11 |  | Titre inconnu  |
| 12 |  | Titre inconnu  |
| 13 |  | Titre inconnu  |
| 14 |  | Titre inconnu  |
| 15 |  | Titre inconnu  |
| 16 |  | Titre inconnu  |
| 17 |  | Titre inconnu  |
| 18 |  | Titre inconnu  |
| 19 |  | Titre inconnu  |
| 20 |  | Titre inconnu  |
| 21 |  | Titre inconnu  |
| 22 |  | Titre inconnu  |
| 23 |  | Titre inconnu  |
| 24 |  | Titre inconnu  |
| 25 |  | Titre inconnu  |
| 26 |  | Titre inconnu  |

| N° |  | Titre français       |
| -- |  | -------------------- |
| 1  |  | Titre inconnu        |
| 2  |  | Titre inconnu        |
| 3  |  | Titre inconnu        |
| 4  |  | Titre inconnu        |
| 5  |  | Titre inconnu        |
| 6  |  | Titre inconnu        |
| 7  |  | Titre inconnu        |
| 8  |  | Titre inconnu        |
| 9  |  | Titre inconnu        |
| 10 |  | Titre inconnu        |
| 11 |  | Titre inconnu        |
| 12 |  | Titre inconnu        |
| 13 |  | Titre inconnu        |
| 14 |  | Titre inconnu        |
| 15 |  | Titre inconnu        |
| 16 |  | Titre inconnu        |
| 17 |  | Les Abeilles Tueuses |
| 18 |  | Titre inconnu        |
| 19 |  | Titre inconnu        |
| 20 |  | Titre inconnu        |
| 21 |  | Titre inconnu        |
| 22 |  | Titre inconnu        |
| 23 |  | Titre inconnu        |
| 24 |  | Titre inconnu        |
| 25 |  | Titre inconnu        |
| 26 |  | Titre inconnu        |
| 27 |  | Titre inconnu        |
| 28 |  | Titre inconnu        |
| 29 |  | Titre inconnu        |
| 30 |  | Titre inconnu        |
| 31 |  | Titre inconnu        |

| N° |  | Titre français                        |
| -- |  | ------------------------------------- |
| 1  |  | Titre inconnu                         |
| 2  |  | Le Train des Carpates                 |
| 3  |  | Titre inconnu                         |
| 4  |  | Les Petits Cavaliers de Joaquim       |
| 5  |  | Johannesburg, le Repli Sur Soi        |
| 6  |  | Paco Pacos, Belles Bagnoles du Brésil |
| 7  |  | Le Parlement des Enfants du Rajasthan |
| 8  |  | L'Himalaya — La Jeune Fille à l'Arc   |
| 9  |  | Manille, la Vie le Long du Train      |
| 10 |  | Le Mystère de la Momie de Sibérie     |
| 11 |  | Razzia Dans la Forêt Amazonienne      |
| 12 |  | Titre inconnu                         |
| 13 |  | Titre inconnu                         |
| 14 |  | Dakar, les Rois de la Récup           |
| 15 |  | Titre inconnu                         |
| 16 |  | Le Cercle Polaire en Hélico           |
| 17 |  | La Montagne Sacrée du Daghestan       |
| 18 |  | Avions Portés Disparus                |
| 19 |  | Titre inconnu                         |

| N° |    | Titre français                                 |
| -- | -- | ---------------------------------------------- |
| 1  |    | Les Anges Fous de la Linea 5                   |
| 2  |    | Les Virtuoses de la Jungle                     |
| 3  |    | Les Prisonniers du Désert                      |
| 4  |    | Le Toubib Touareg                              |
| 5  | 🔴 | Les Indiens Contre les Rois du Pétrole         |
| 6  | 🟡 | Manille, la Vie le Long du Train               |
| 7  | 🟡 | Lune de Miel en Chine                          |
| 8  | 🟡 | Cambodge, le Cri de la Soie                    |
| 9  | ⚪️ | Le Bateau Postal d'Ouessant                    |
| 10 | 🟡 | Le Désert de Gobi à Dos de Chameau             |
| 11 |    | La Maman des Bonobos                           |
| 12 |    | Baïkal-Amour Magistrale, l'Autre Transsibérien |
| 13 |    | Titre inconnu                                  |
| 14 |    | Titre inconnu                                  |
| 15 | 🔴 | L'Hôpital Flottant du Fleuve Amazone           |
| 16 | 🔴 | Le Géant Blanc de Patagonie                    |
| 17 | 🔴 | Mecaniqueros : Impossible n'Est Pas Cubain     |
| 18 | ⚪️ | Des Chats au Pays des Tsars                    |
| 19 | ⚪️ | Pyrénées, à l'École des Bergers                |
| 20 |    | Les Petits Choristes de l'Oural                |

| N° |    | Titre français                             |
| -- | -- | ------------------------------------------ |
| 1  | 🔴 | Arizona, au Pays des Veuves Noires         |
| 2  | ⚪️ | La Pologne des Braconniers                 |
| 3  | ⚪️ | Irlande, Célibataire Cherche Amoureuse     |
| 4  | 🟡 | Chine — Les Filles Aussi Font du Kung-fu   |
| 5  | 🔵 | Vivre au-Delà de l'Arctique                |
| 6  | 🔴 | Footballeuses des Andes                    |
| 7  | 🔴 | Les Métallos de Chicago                    |
| 8  | 🟡 | Villages Flottants de la Baie d'Along      |
| 9  | 🔴 | Des Mustangs et des Hommes                 |
| 10 | 🔵 | La Gardienne du Paradis de Tasmanie        |
| 11 | 🟡 | Le Train du Darjeeling                     |
| 12 |    | Les Cerfs aux Bois de Velours              |
| 13 | ⚫️ | Sur les Toits du Caire                     |
| 14 | ⚫️ | Tambours du Burundi                        |
| 15 | ⚫️ | Les Mines de Saphir de Madagascar          |
| 16 |    | Sur la Route des Vikings                   |
| 17 | 🔴 | Chili Entre Mine et Famine                 |
| 18 |    | Le Triangle d'Or et les Enfants de Bouddha |
| 19 | ⚫️ | Érythrée, l'Âne de la Dernière Chance      |

| N° |    | Titre français                           |
| -- | -- | ---------------------------------------- |
| 1  | 🔵 | L'Homme Qui Aimait les Requins           |
| 2  | 🟡 | Sumatra Vénus Beauté                     |
| 3  | ⚫️ | Kenya, le Village des Femmes             |
| 4  | 🔴 | L'Arche de Noé en Bolivie                |
| 5  | ⚪️ | L'Épicier Volant de Lettonie             |
| 6  | 🟡 | Miyako — Vivre Cent Ans, Vivre Heureux ! |
| 7  |    | Choïna, Sous le Sable                    |
| 8  | 🟡 | Bangkok, Insectes Frits à Toute Heure    |
| 9  |    | Les Enragés du Vol à Voile               |
| 10 |    | Alexeï, les Saumons et les Ours          |
| 11 |    | Katmtchatka, Là où la Terre Tremble      |
| 12 | 🔴 | Venezuela, la Vieille Dame et la Mer     |
| 13 |    | Les Crabes Attaques                      |
| 14 | 🟡 | Thaïlande, les Enfants du Ring           |
| 15 | 🔴 | Colombie, le Manège Enchanté             |
| 16 | 🔴 | Rio, le Trottoir Fait Sa Mode            |
| 17 | 🟡 | Oman, les Roses du Désert                |
| 18 |    | Des Buffles en Patrouille                |
| 19 |    | L'Homme aux Loutres                      |
| 20 | ⚪️ | Les Cavaliers de la Steppe Hongroise     |
| 21 |    | SOS Dauphins !                           |
| 22 | 🟡 | Le Facteur de l'Himalaya                 |
| 23 | 🟡 | Chaussures Made in Wenzhou               |
| 24 |    | Alerte aux Alligators                    |
| 25 |    | Le Cirque de Moscou en Balade            |
| 26 | 🟡 | Les Chasseurs de Serpents du Cambodge    |

| N° |    | Titre français                                       |
| -- | -- | ---------------------------------------------------- |
| 1  | ⚫️ | Chasse aux Sorcières en Tanzanie                     |
| 2  | 🔴 | Les Catcheuses de Mexico                             |
| 3  | ⚫️ | Les Rats Démineurs de Tanzanie                       |
| 4  | 🟡 | Philippines, Pour l'Amour d'un Aigle                 |
| 5  |    | Les Petits Plats de Bahia                            |
| 6  | 🟡 | Le Jardin de Java                                    |
| 7  | ⚪️ | Mon Bout de Loire                                    |
| 8  | ⚪️ | Rome, les Petits Rôles de Cinecitta                  |
| 9  | 🔴 | Pilotes du Nunavik                                   |
| 10 | ⚫️ | Pêcheurs de Mauritanie                               |
| 11 | ⚫️ | Namibie, Sur les Traces de Darwin                    |
| 12 | 🔴 | Nicaragua, la Malédiction des Pêcheurs de Langoustes |
| 13 |    | La Brousse en Vélo-Taxi                              |
| 14 | 🔴 | New York, le Plus Petit Opéra du Monde               |
| 15 | 🟡 | Inde, les Cheveux du Temple                          |
| 16 | 🟡 | Japon, la Voie du Thé                                |
| 17 | 🔴 | L'Huile d'Argan — L'Or Blanc du Maroc                |
| 18 | ⚪️ | Le Secret des Montres Suisses                        |
| 19 | 🔴 | Jamais Sans Ma Jeep                                  |
| 20 | 🔴 | Le Dernier Capitaine du Rio de la Plata              |
| 21 | 🟡 | Bacchus à Bali                                       |
| 22 | 🟡 | Taipei 101, Sous le Ciel de Taiwan                   |
| 23 |    | Les Moines Blancs de l'Oelenberg                     |

### Saisons 11 à 20 (2009-2018)
| N° |    | Titre français                              |
| -- | -- | ------------------------------------------- |
| 1  | 🔵 | Brise-Glace de l'Arctique                   |
| 2  |    | Chiens, Graines de Champion                 |
| 3  |    | Idjwi, l'Île Oubliée                        |
| 4  | 🟡 | Cambodge — le Petit Train de Bambous        |
| 5  | 🟡 | Népal, les Soldats du Toit du Monde         |
| 6  |    | Islay — Le Secret du Whisky                 |
| 7  | ⚪️ | Bavière — La Guerre aux Castors             |
| 8  | ⚪️ | Espagne, les Pompiers du Ciel               |
| 9  | 🟡 | Le Caviar, Ce Trésor Venu d'Iran            |
| 10 | ⚪️ | Géorgie, Pour l'Amour du Vin                |
| 11 | 🔴 | Turbulences Dans le Détroit de Magellan     |
| 12 | 🟡 | Abou Dhabi, au Chevet des Faucons           |
| 13 | 🟡 | Socotra — Paradis Menacé                    |
| 14 | 🟡 | L'Avenir Voilé du Yémen                     |
| 15 | 🔵 | Nouvelle-Zélande — Marathon Extrême         |
| 16 | ⚪️ | Scilly, Îles aux Narcisses                  |
| 17 | ⚪️ | Galice, Pêcheurs en Danger                  |
| 18 | 🔴 | Le Sel des Incas                            |
| 19 | 🔴 | Les Bûcherons du Canada                     |
| 20 | 🟡 | Nomades du Kirghizstan                      |
| 21 | 🟡 | Japon, les Reines de la Mer                 |
| 22 | 🔴 | Maisons Végétales au Paraguay               |
| 23 | 🔴 | Ma Cabane au Costa Rica                     |
| 24 | ⚫️ | Le Rwanda aux Femmes                        |
| 25 | 🔴 | Saint-Pierre-et-Miquelon — L'Archipel Perdu |
| 26 |    | L'Exil de Sainte-Hélène                     |

| N° |    | Titre français                                 |
| -- | -- | ---------------------------------------------- |
| 1  | 🟡 | Vietnam, Paradis Miné                          |
| 2  |    | Expédition au Spitzberg                        |
| 3  | 🔴 | Les Beachboys de Hawaii                        |
| 4  | 🔴 | Sauvetage Dans les Rocheuses                   |
| 5  | ⚫️ | Les Derniers Caravaniers du Sahara             |
| 6  | ⚫️ | Angola — Le Bonheur Est Dans le Train          |
| 7  | ⚪️ | Danuble Bleu et Chevaux Sauvages               |
| 8  | 🔴 | Cap Cod — Le Temps des Cranberries             |
| 9  | 🟡 | L'Inde, la Clinique des Tigres                 |
| 10 | ⚪️ | Irlande, les Sauveteurs de l'Extrême           |
| 11 | 🔵 | Australie, les Cow-Girls Tiennent les Rênes    |
| 12 |    | Bishnoi, les Femmes Qui Allaitent les Gazelles |
| 13 | 🔴 | Les Malouines, Paradis des Manchots            |
| 14 | 🔵 | Taipan, le Serpent le Plus Venimeux au Monde   |
| 15 |    | Les Plongeurs Fous du Lac Baïkal               |
| 16 |    | Kiruna, le Train du Grand Nord                 |
| 17 |    | Sikkim, le Chercheur et le Chaman              |
| 18 |    | Gene Winfield, le Mécano de Folles Autos       |
| 19 | 🟡 | Les Abricots d'Anatolie                        |
| 20 |    | Laetitia et Ses Loups                          |

| N° |    | Titre français                                   |
| -- | -- | ------------------------------------------------ |
| 1  | 🔴 | Guyane, l'Enfer Vert des Légionnaires            |
| 2  |    | L'Homme Qui Murmurait à l'Oreille des Chimpanzés |
| 3  | ⚪️ | La Sardaigne des Hommes et des Chevaux           |
| 4  |    | Sibérie, les Soldats du Feu                      |
| 5  | ⚪️ | L'Islande au Plus Près du Volcan                 |
| 6  |    | Petits Nomades, Grand Froid                      |
| 7  |    | Palawan, l'Empire des Perles                     |
| 8  | ⚫️ | Maroc, la Face Cachée du Paradis                 |
| 9  |    | Gibraltar, un Bateau Pour l'Afrique              |
| 10 |    | Vivre au Pied d'un Géant                         |
| 11 |    | Champagne, les Bulles du Désir                   |
| 12 | ⚪️ | Arménie, les Fruits du Paradis                   |
| 13 | 🔴 | L'Authentique Panama                             |
| 14 |    | Entre Tempête et Grande Marée : les Halligen     |
| 15 | 🔵 | Jenny, Docteur Chauve-Souris                     |
| 16 | 🟡 | Les Purs-Sangs de Jordanie                       |
| 17 |    | Bahia, Chasseurs d'Émeraudes                     |
| 18 | 🔴 | Guadeloupe, le Meilleur Rhum du Monde            |
| 19 | 🟡 | Les Derniers Orang-Outangs de Sumatra            |
| 20 |    | Les Moines Bouddhistes de Kalmoukie              |
| 21 | ⚪️ | Sur la Trace du Lynx Ibérique                    |
| 22 |    | Palawan : L'Enfer des Prisonniers                |
| 23 | 🔴 | Sur les Ailes du Condor des Andes                |
| 24 | ⚪️ | Les Chiens Sauveteurs du Lac de Garde            |
| 25 | 🟡 | Le Troubadour d'Azerbaïdjan                      |
| 26 | ⚪️ | Florence, le Foot Dans le Sang                   |
| 27 | 🔴 | Guano, Sale Besogne au Paradis des Oiseaux       |
| 28 |    | Lamu, l'Île aux Ânes                             |
| 29 | ⚪️ | Sercq, Ilôt Sauvage de la Manche                 |

| N° |    | Titre français                               |
| -- | -- | -------------------------------------------- |
| 1  | ⚪️ | L'Écosse des Clans                           |
| 2  | ⚪️ | L'Auvergne, la Guerre des Couteaux           |
| 3  |    | Mosuo, le Pays où les Femmes Sont Reines     |
| 4  |    | Majuli, Terre des Eaux, Terre des Moines     |
| 5  | ⚪️ | La Laponie, le Grand Embouteillage           |
| 6  | ⚫️ | Mont Kenya, la Chasse au Braconnage          |
| 7  | ⚫️ | Tunisie, les Secrets des Pêcheurs de Poulpes |
| 8  | 🔴 | Les Mamas des Bahamas                        |
| 9  | 🔴 | Les Campeurs Sauvages de Slab City           |
| 10 | 🔴 | Équateur, l'Autre Pays du Chocolat           |
| 11 | 🔵 | Le Cuisinier du Bush Australien              |
| 12 | 🟡 | Jérusalem à l'Aube                           |
| 13 | ⚪️ | Les Derniers Cowboys de Toscane              |
| 14 |    | Belles de Sibérie                            |
| 15 | ⚫️ | Le Navire Centenaire du Tanganyika           |
| 16 | ⚪️ | Le Dernier Radeau du Monténégro              |
| 17 |    | Cantine à l'Indienne                         |
| 18 | 🟡 | Birmanie, le Moine, le Village et la Lumière |
| 19 | 🔴 | Bolivie, la Route de la Mort                 |
| 20 | 🔴 | Les Pêcheurs de Crabes de la Terre de Feu    |
| 21 | ⚪️ | Secrets de Parfumeurs                        |

| N° |    | Titre français                              |
| -- | -- | ------------------------------------------- |
| 1  | 🔵 | Le Petit Chasseur de l'Arctique             |
| 2  | ⚪️ | Les Îles Shetland, la Force du Vent         |
| 3  | 🔴 | Le Mezcal, Eau-de-Vie Mexicaine             |
| 4  | 🔴 | Désert d'Atacama — La Vie Sans Eau          |
| 5  | ⚪️ | Roumanie, les Derniers Charbonniers         |
| 6  | ⚪️ | Islande — Des Montagnes et des Moutons      |
| 7  | 🟡 | Bangladesh, l'Hôpital Flottant              |
| 8  | 🔴 | Iquitos, une Ville Entre Deux Fleuves       |
| 9  | ⚪️ | Toscane, les Carrières de Marbre            |
| 10 | ⚪️ | Le Phare Breton et les Abeilles             |
| 11 | 🟡 | Thaïlande — Le Dernier Voyage d'un Éléphant |
| 12 | 🔵 | Tonga, la Fin du Paradis ?                  |
| 13 | 🔴 | Radio Patagonie                             |
| 14 |    | Le Grand Nord Sur les Rails                 |
| 15 | 🔵 | L'Hôpital des Koalas                        |
| 16 | 🟡 | Sulawesi, les Nomades de la Mer             |
| 17 | 🟡 | Taiwan, une Poubelle Nucléaire ?            |
| 18 | 🔵 | Atlantique Austral, Mission Dératisation !  |
| 19 | 🔴 | Costa Rica, le Sanctuaire des Paresseux     |
| 20 | ⚪️ | Roumanie, les Récits d'un Cimetière         |
| 21 |    | Sécheresse au Royaume du Mustang            |
| 22 | 🔴 | La Colombie et Ses Bus Multicolores         |
| 23 | ⚪️ | Aubrac, des Bergers et des Moines           |
| 24 | 🟡 | Les Samouraïs de Fukushima                  |
| 25 | 🟡 | La Bonne Âme de Karachi                     |
| 26 | ⚪️ | Arcachon, le Berceau des Huîtres            |
| 27 | 🟡 | Thaïlande : Des Fusées Pour les Dieux       |

| N° |    | Titre français                                      |
| -- | -- | --------------------------------------------------- |
| 1  | 🟡 | Vietnam, du Cobra au Menu                           |
| 2  | 🟡 | Inde, Policier Dès 6 Ans ?                          |
| 3  | 🟡 | Cambodge, les Chasseurs de Rats                     |
| 4  | ⚪️ | Les Açores, le Sort des Baleines                    |
| 5  | 🔴 | Fort McMurray, la Ruée Vers l'Or Noir               |
| 6  | ⚪️ | Rosa Amélia — La Passionaria des Pêcheurs Portugais |
| 7  | ⚪️ | SOS, Glaciers Suisses en Danger !                   |
| 8  | 🟡 | Chasseurs de Trésors à Bangkok                      |
| 9  | ⚪️ | Dresde, au Fil de l'Elbe                            |
| 10 | ⚫️ | Madagascar — Le trafic des tortues angonoka         |
| 11 | ⚪️ | Venise en Hiver                                     |
| 12 | 🟡 | Le Hockey en Himalaya, une passion au féminin       |
| 13 | 🔴 | Buenos Aires, Tango pour tous                       |
| 14 | 🟡 | Le Commerce du Jade dans le Triangle d'Or           |
| 15 | 🔴 | Trafic d'Insectes en Bolivie                        |
| 16 | ⚪️ | L'Archipel d'Åland et Ses Postiers                  |
| 17 | 🟡 | Kazakhstan, les Bienfaits du Lait de Chamelle       |
| 18 | 🔴 | Une Femme à la Gendarmerie Royale du Canada         |
| 19 | 🔴 | Pérou, un Alpaga Pour Christobal                    |
| 20 |    | Le Dernier Refuge des Animaux                       |
| 21 | 🟡 | Philippines, un Atoll Sous Haute Protection         |
| 22 | ⚪️ | Andalousie, la Tradition de la Transhumance         |
| 23 | 🔴 | Terre-Neuve, les Chasseurs d'Iceberges              |
| 24 | ⚪️ | Lettonie, un Pays Qui Chante                        |
| 25 | 🔴 | Venezuela, le Lac des Mille Éclairs                 |

| N° |    | Titre français                                          |
| -- | -- | ------------------------------------------------------- |
| 1  | ⚪️ | Vivre Heureux au Pied de l'Olympe                       |
| 2  |    | Mohair, Toison de l'Espoir                              |
| 3  | ⚪️ | Naples, le Maestro de la Boxe                           |
| 4  | 🔴 | En Californie, la Mission des Grimpeurs d'Arbres Géants |
| 5  | 🔴 | Canada, Menace Sur la Terre des Indiens                 |
| 6  |    | Le Lac des Mille Éclairs à Catatumbo                    |
| 7  | 🔵 | Tasmanie, Pauvre Petit Diable                           |
| 8  | ⚪️ | La Châtaigne, une Manne en Corse                        |
| 9  | ⚪️ | Paris, Blitz Motorcycles                                |
| 10 | 🔴 | Cuba, les Coiffeurs de La Havane                        |
| 11 | ⚪️ | Hambourg, la Ville des Cygnes                           |
| 12 | ⚪️ | Camargue : la Guerre des Tellines                       |
| 13 | 🟡 | La Migration des Grues au Bhoutan                       |
| 14 | 🔵 | Bird Island — Le Paradis des Oiseaux Dans l'Antarctique |
| 15 | 🔴 | Mexique, les Joueurs de Basket aux Pieds Nus            |
| 16 | 🔴 | Venezuela, Chasseurs de Mygales                         |
| 17 | 🔴 | Pérou, l'Agriculture en Terrasses                       |
| 18 | 🟡 | Cambodge, un Espoir Pour les Enfants des Rues           |
| 19 | 🔴 | Curaçao, la Passion des Vieux Tacots                    |
| 20 | ⚪️ | Mariage à la Napolitaine                                |
| 21 | 🟡 | Yoga, Médecine Traditionnelle de l'Inde                 |
| 22 | 🟡 | Le Dragon de Komodo                                     |
| 23 | 🟡 | En Chine, à la Recherche d'Un Mari                      |
| 24 | ⚫️ | Zanzibar, une Affaire de Femmes                         |
| 25 | ⚪️ | La Compagnie des Guides de Chamonix Mont-Blanc          |
| 26 | ⚪️ | Pologne, Charme Secret des Basses-Carpates              |

| N° |    | Titre français                                  |
| -- | -- | ----------------------------------------------- |
| 1  | ⚫️ | Kenya, les Chiens au Secours des Éléphants      |
| 2  | 🔴 | Valparaiso, la VIlle des Ascenseurs             |
| 3  |    | Au Fil de la Lena en Sibérie                    |
| 4  | ⚪️ | La Forêt Secrète de la Spree                    |
| 5  | 🔴 | Cocos — L'Île des Requins                       |
| 6  |    | Les Insectes, la Nourriture de Demain ?         |
| 7  | 🟡 | Myanmar, un Voyage Inoubliable en Train         |
| 8  | 🔴 | Les Chiens Traqueurs d'Ours du Nevada           |
| 9  | 🟡 | Les Bateaux Légendaires d'Oman                  |
| 10 | ⚪️ | Pour l'Amour des Oiseaux                        |
| 11 | 🟡 | Chine : Les Pêcheurs de Glace du Lac Chagan     |
| 12 | 🔴 | Floride, la Guerre des Pythons                  |
| 13 | ⚫️ | Ghana — L'Avenir Est aux Femmes                 |
| 14 | ⚫️ | Tunisie, l'Art du Tatouage Berbère              |
| 15 | 🔵 | Les Îles Cook — Bienvenue au Paradis            |
| 16 | ⚪️ | Norvège — Le Bois, une Histoire de Femmes       |
| 17 | 🟡 | Vietnam, Au Secours des Ours Noirs d'Asie       |
| 18 | 🔴 | Venezuela : La Ferme aux Crocodiles             |
| 19 | 🟡 | Thaïlande : Le Premier Hôpital Pour Éléphants   |
| 20 | ⚪️ | Islande, Fous de Foot de Boue                   |
| 21 | ⚪️ | Danemark, un Été Chez la Reine Margrethe        |
| 22 | ⚪️ | Géorgie — Des Téléphériques Qui Défient la Mort |
| 23 | 🟡 | Chine, les Ruches de Maître Xing                |
| 24 | ⚪️ | Suisse, les Lutteurs Portent la Culotte         |
| 25 | ⚪️ | Saint-Bernard et Ses Chiens                     |
| 26 | ⚪️ | Delta du Danube, un Noël Pas Comme les Autres   |

| N° |    | Titre français                                        |
| -- | -- | ----------------------------------------------------- |
| 1  | 🔴 | Santa Cruz del Islote — Une Île Minuscule et Insolite |
| 2  | ⚪️ | Plongeon de Haut Vol Sur Marseille                    |
| 3  |    | Kurt, un Homme Parmi les Loups                        |
| 4  | ⚪️ | Brice, un Vacher à l'Assaut des Pyrénées              |
| 5  | ⚪️ | La Moselle, au Fil de l'Eau                           |
| 6  |    | La Volga au Rythme des Cosaques                       |
| 7  | 🔴 | Chili, les Phares du Bout du Monde                    |
| 8  | 🟡 | Inde, la Médecine Ayurvédique                         |
| 9  | ⚪️ | Catalogne, le Défi des Pyramides Humaines             |
| 10 | 🟡 | Malaisie, la Moto au Féminin                          |
| 11 | 🟡 | Les Lady Boys en Thaïlande                            |
| 12 | 🟡 | Birmanie : l'Étonnant Pont de Bambou                  |
| 13 |    | Titre inconnu                                         |
| 14 | 🔴 | Cuba — Danse Avec les Orgues de Barbarie              |
| 15 | 🟡 | Sri Lanka, Avec Rodrigo à Bord du Train Bleu          |
| 16 | ⚫️ | Zambie, les Nomades du Fleuve                         |
| 17 | 🔴 | Le Maté, l'Élixir des Argentins                       |
| 18 | 🔴 | Les Derniers Pêcheurs de Crevettes de Louisiane       |
| 19 | ⚪️ | Géorgie : le Culte des Ancêtres en Svaténie           |
| 20 | 🟡 | Java, la Magie du Théâtre d'Ombres                    |
| 21 | ⚪️ | Estonie, les Secrets d'un Mariage Réussi              |
| 22 | ⚪️ | Les Vautours Sont de Retour                           |
| 23 | 🔴 | Bolivie, un Médecin Qui a du Cœur                     |
| 24 |    | Sur les Routes de Glace de Sibérie                    |
| 25 | 🔴 | Colombie, les Fous Volants de l'Amazonie              |
| 26 | ⚪️ | Leipzig, les Légendaires Petits Chanteurs             |
| 27 | 🔴 | Chili : l'Incroyable Voyage d'une Maison de Bois      |

| N° |    | Titre français                                            |
| -- | -- | --------------------------------------------------------- |
| 1  | ⚪️ | Le Frioul, une Vallée Tout en Musique                     |
| 2  | 🔴 | Bisons, les Doux Géants du Montana                        |
| 3  | 🟡 | Le Vietnam au Chevet des Pangolins                        |
| 4  | ⚪️ | Au Nord de l'Écosse, les Sauveteurs en Mer                |
| 5  | 🔴 | Canada — Les Aventures d'une Sage-Femme dans les Badlands |
| 6  | 🔴 | Canada, le Vieil Homme et la Rivière                      |
| 7  | 🟡 | Birmanie, les Sculpteurs de Marbre de Mandalay            |
| 8  | ⚪️ | Le Caroubier, l'Or Noir de la Crète                       |
| 9  | ⚪️ | L'Anglais Qui Murmure à l'Oreille des Chiens              |
| 10 | ⚪️ | Les Cloches, Tout un Art en Italie                        |
| 11 | 🔴 | Arapaïma, le Poisson Géant d'Amazonie                     |
| 12 | 🟡 | SOS Ânes Sauvages du Kazakhstan                           |
| 13 | ⚪️ | Corse, les Maquisards du Feu                              |
| 14 | 🟡 | Japon — Vivre à l'Ombre du Volcan Iodake                  |
| 15 | ⚪️ | Roumanie, la Beauté Sacrée des Monastères Peints          |
| 16 | ⚪️ | Moscou : Des Chiens Renifleurs Pour l'Aéroport            |
| 17 | 🔵 | Nouvelle-Zélande — Les Animaux du Bout du Monde           |
| 18 | ⚫️ | Virunga, les Gorilles en Péril                            |
| 19 | ⚪️ | L'Andalousie — Au Son des Guitares et du Flamenco         |
| 20 | 🟡 | Chatuchak, le Plus Grand Marché de Thaïlande              |
| 21 | 🔴 | Argentine, le Retour du Jaguar                            |
| 22 | ⚫️ | Rooibos — Le Thé Rouge d'Afrique du Sud                   |
| 23 | 🟡 | Ankara, une Deuxième Vie Pour les Livres                  |
| 24 | ⚫️ | Éthiopie — La Guerre des Singes                           |
| 25 | 🟡 | Dans la Taïga, Sur les Traces du Tigre de Sibérie         |
| 26 | 🔴 | Pérou, une Laine Qui Vaut de l’Or                         |
| 27 | ⚪️ | Jonathan, Acrobate du Ciel                                |
| 28 | ⚪️ | En Écosse, Sur la Route du Tweed                          |
| 29 | ⚫️ | Kenya, Alors On Danse                                     |
| 30 | ⚪️ | Crémant d'Alsace, des Bulles Fines et Festives            |

### Saisons 21 et plus (2019 à aujourd'hui)
| N° |    | Titre français                                     |
| -- | -- | -------------------------------------------------- |
| 1  | 🟡 | Inde, la Lutte à Mains Nues                        |
| 2  | ⚪️ | Monastères, les Trésors Cachés de la Géorgie       |
| 3  | 🔴 | Mexique, les Cavalières de l'Escaramuza            |
| 4  | ⚪️ | Croatie, l'Autre Pays de la Truffe                 |
| 5  | ⚪️ | Arnica, la Reine des Vosges                        |
| 6  | ⚫️ | Lueurs d'Espoir au Zimbabwe                        |
| 7  | ⚫️ | Éthiopie, le Berceau du Café                       |
| 8  | 🟡 | Inde, la Magie des Cerfs-Volants                   |
| 9  |    | Titre inconnu                                      |
| 10 | 🟡 | Le Massage, une Tradition Thaïlandaise             |
| 11 | 🟡 | Hong Kong, la Magie des Néons                      |
| 12 | 🟡 | La Médecine Tibétaine, l'Art de Guérir             |
| 13 |    | Sibérie, les Découpeurs de Glace                   |
| 14 | 🟡 | Bangkok, les Chasseurs de Serpents                 |
| 15 | 🔴 | La Grâce des Danseuses Aveugles de São Paulo       |
| 16 | ⚪️ | La Slovénie, le Royaume des Abeilles               |
| 17 | 🟡 | Japon, l'Art du Jardin Zen                         |
| 18 | ⚪️ | Fous du Volant en Laponie                          |
| 19 | 🟡 | Bols Tibétains, la Thérapie Par les Sons           |
| 20 | 🔴 | La Harpie Féroce, le Plus Puissant Rapace du Monde |
| 21 | ⚪️ | Islande — Le Tricot, une Affaire d'Hommes          |
| 22 | 🔴 | Kentucky, la Bataille de Sacramento                |
| 23 | 🟡 | La Médecine Tibétaine, l'Art de Guérir             |
| 24 | ⚪️ | Le Caviar, l'Or Noir de l'Italie                   |
| 25 | 🔴 | Équateur, l'Autre Pays du Chocolat                 |

| N° |    | Titre français                                          |
| -- | -- | ------------------------------------------------------- |
| 1  | 🟡 | Indonésie, la Passion des Deux-Roues Trafiqués          |
| 2  | 🔴 | Au Costa Rica, un Paradis Pour les Chiens Abandonnés    |
| 3  | ⚪️ | Les Seigneurs de le Lavande                             |
| 4  | 🟡 | Les Pignons de Cèdre, l'Or de la Taïga                  |
| 5  | ⚪️ | Mer Baltique, Voyage au Pays des Grues Cendrées         |
| 6  | ⚫️ | Cap-Vert, les Chiens au Secours des Tortues             |
| 7  | ⚪️ | Grèce, les Petites Sœurs de la Terre                    |
| 8  | 🔴 | Oscar ou l'Art d'Apprivoiser les Chevaux                |
| 9  | 🟡 | Curcuma, une épice en or                                |
| 10 | ⚪️ | Huskies, top départ!                                    |
| 11 | ⚪️ | Le carnaval de Schignano étrange et archaïque           |
| 12 | ⚫️ | Zambie, les championnes du ring                         |
| 13 | 🟡 | Singapour, quand les oiseaux chantent                   |
| 14 | ⚪️ | Les câpres de sicile, la saveur de la méditerranée      |
| 15 | ⚪️ | Le dernier pêcheur du rhin                              |
| 16 | ⚪️ | En autriche avec des mordus du rail                     |
| 17 | ⚪️ | L'Alsace, terre de cigognes                             |
| 18 | ⚪️ | Les lumières scandinaves : un hiver autour de Stockholm |
| 19 | ⚪️ | Chartres, l'art du vitrail                              |

| N° |    | Titre français                                  |
| -- | -- | ----------------------------------------------- |
| 1  | ⚪️ | La Bretagne entre terre et mer                  |
| 2  | ⚪️ | Pays basque, l'âme en Pelote                    |
| 3  | ⚪️ | En estonie, le petit royaume de setomaa         |
| 4  | 🔴 | Porto Rico - Un hôpital pour les lamantins      |
| 5  | ⚪️ | Des chiens sur la piste des loups               |
| 6  | ⚪️ | Sauver les hiboux, c'est chouette               |
| 7  | ⚪️ | Percheron, le retour du cheval de trait         |
| 8  | ⚪️ | Croatie, les tailleurs de pierre de Brač        |
| 9  | ⚪️ | Port de Hambourg, un bateau-église insolite     |
| 10 | ⚪️ | La fenaison en montagne, une tradition Suisse   |
| 11 | ⚪️ | La revanche du castor                           |
| 12 | ⚪️ | Le delta du danube, dernier refuge des pélicans |
| 13 | ⚪️ | Le renouveau du vignoble français               |
| 14 | ⚪️ | Mer du Nord, sauvons les bébés phoques          |
| 15 | 🔵 | Australie, le street art s'invite sur les silos |
| 16 | ⚫️ | Mauritanie, le train du désert                  |
| 17 | 🔴 | Les hippopotames de Pablo Escobar               |
| 18 | 🔴 | Curaçao, des dauphins thérapeutes               |
| 19 | ⚪️ | Le saut à ski féminin prend son envol           |
| 20 | ⚪️ | Suisse, en vol avec des pilotes des glaciers    |
| 21 | 🟡 | Thaïlande, un terrain de football insolite      |
| 22 | ⚪️ | Stromboli, terre de feu                         |
| 23 | ⚪️ | Italie, un refuge pour hérissons                |
| 24 | ⚪️ | Dolomites, la passion de l'alpinisme            |

| N° |    | Titre français                                    |
| -- | -- | ------------------------------------------------- |
| 1  | 🔴 | Los Angeles, les reines du lowriding              |
| 2  | 🔴 | Le tapir, jardinier des forêts tropicales         |
| 3  | 🟡 | Caucase, chevauchèe vers le mont elbrouz          |
| 4  | ⚫️ | Namibie, l'espoir renait pour les guépards        |
| 5  | ⚪️ | Titre inconnu                                     |
| 6  | ⚪️ | L'Odyssèe du phoque moine                         |
| 7  | ⚪️ | Alsace, terre d'orgues                            |
| 8  | ⚪️ | Mer du nord, le retour des oies sauvages          |
| 9  | ⚪️ | Lituanie, l'art des marionnettes                  |
| 10 | 🟡 | Temple Food, l’âme de la cuisine coréenne         |
| 11 | ⚪️ | Portès par le vent, le vol en soufflerie          |
| 12 | ⚪️ | Le trèsor du jardinier                            |
| 13 | ⚪️ | Forêts primaires, le poumon vert de l'europe      |
| 14 | ⚪️ | Loups et cerfs à l'ombre des blindès              |
| 15 | ⚪️ | Le béhourd, l'art du combat médiéval              |
| 16 | 🔴 | Cactus, l'or vert du mexique                      |
| 17 | 🔴 | Argentine, le polo au féminin                     |
| 18 | 🔴 | Kourou, des bagnes et des fusées                  |
| 19 | ⚪️ | Las fallas de Valencia, l’insolence à l’honneur   |
| 20 | 🔴 | Le tribunal flottant de l'amazone                 |
| 21 | 🟡 | Inde, vaincre les gourous                         |
| 22 | 🔴 | Canada, le pays du sirop d'erable                 |
| 23 | ⚪️ | Estonie, au secours des grenouilles               |
| 24 | ⚪️ | La soie de mer, trésor de Sardaigne               |
| 25 | ⚪️ | Cordoue et ses patios fleuris                     |
| 26 | 🟡 | Îles Marquises, le tatouage dans la peau          |
| 27 | ⚪️ | Vatican, en coulisse avec les Gardes suisses      |
| 28 | ⚪️ | Islande, des plumes qui valent de l'or            |
| 29 | 🔴 | Colombie, le refuge des cueilleuses de café trans |
| 30 | ⚪️ | Vosges, la magie du cristal                       |

| N° |    | Titre français                                 |
| -- | -- | ---------------------------------------------- |
| 1  | ⚪️ | Monténégro, pour l'amour des ánes              |
| 2  | ⚪️ | Titre inconnu                                  |
| 3  | 🔴 | Pêcher le homard ou protéger les baleines?     |
| 4  | ⚪️ | Albanie, une vie de berger                     |
| 5  | 🟡 | Les buffles, l’avenir pour le Laos ?           |
| 6  | 🔴 | Nez-Percés, chevauchée pour la liberté         |
| 7  | ⚪️ | Péloponnèse, la pasionaria de l'agroforesterie |
| 8  | 🟡 | Laos, la vannerie dans tous ses états          |
| 9  | 🟡 | Toraja, le peuple qui fait vivre ses morts     |
| 10 | ⚪️ | Les ratons laveurs, nos nouveaux voisins?      |
| 11 | 🟡 | Titre inconnu                                  |
| 12 | 🟡 | Titre inconnu                                  |